# القرن (فرع العدين)

تعديل مصدري - تعديل

القرن محلة تابعة لقرية الشرف، التابعة لعزلة بني يوسف بمديرية فرع العدين إحدى مديريات محافظة إب في الجمهورية اليمنية، بلغ تعداد سكانها 73 حسب تعداد اليمن لعام 2004.